# Чемпіонат Швеції з бенді 1910
 Чемпіонат Швеції з бенді: 1910 — 4-й сезон турніру з хокею з м'ячем (бенді), який проводився за кубковою системою. 
Переможцем змагань став клуб ІФК Уппсала.

## Турнір

### Чвертьфінал
- ІФК Стокгольм – Седертельє СК +:– (технічна перемога)
- ІФК Норрчепінг – ІФ «Одін»  27:0
- ІФК Уппсала – ІФК Євле 3:0
- «Юргорден» ІФ (Стокгольм) –  АІК Стокгольм 4:2

### Півфінал
- ІФК Стокгольм – ІФК Норрчепінг 6:1
- «Юргорден» ІФ (Стокгольм) – ІФК Уппсала 3:5

### Фінал
6 березня 1910 року, Стокгольм
- ІФК Уппсала – ІФК Стокгольм 2:0